# Fiordo Eyre

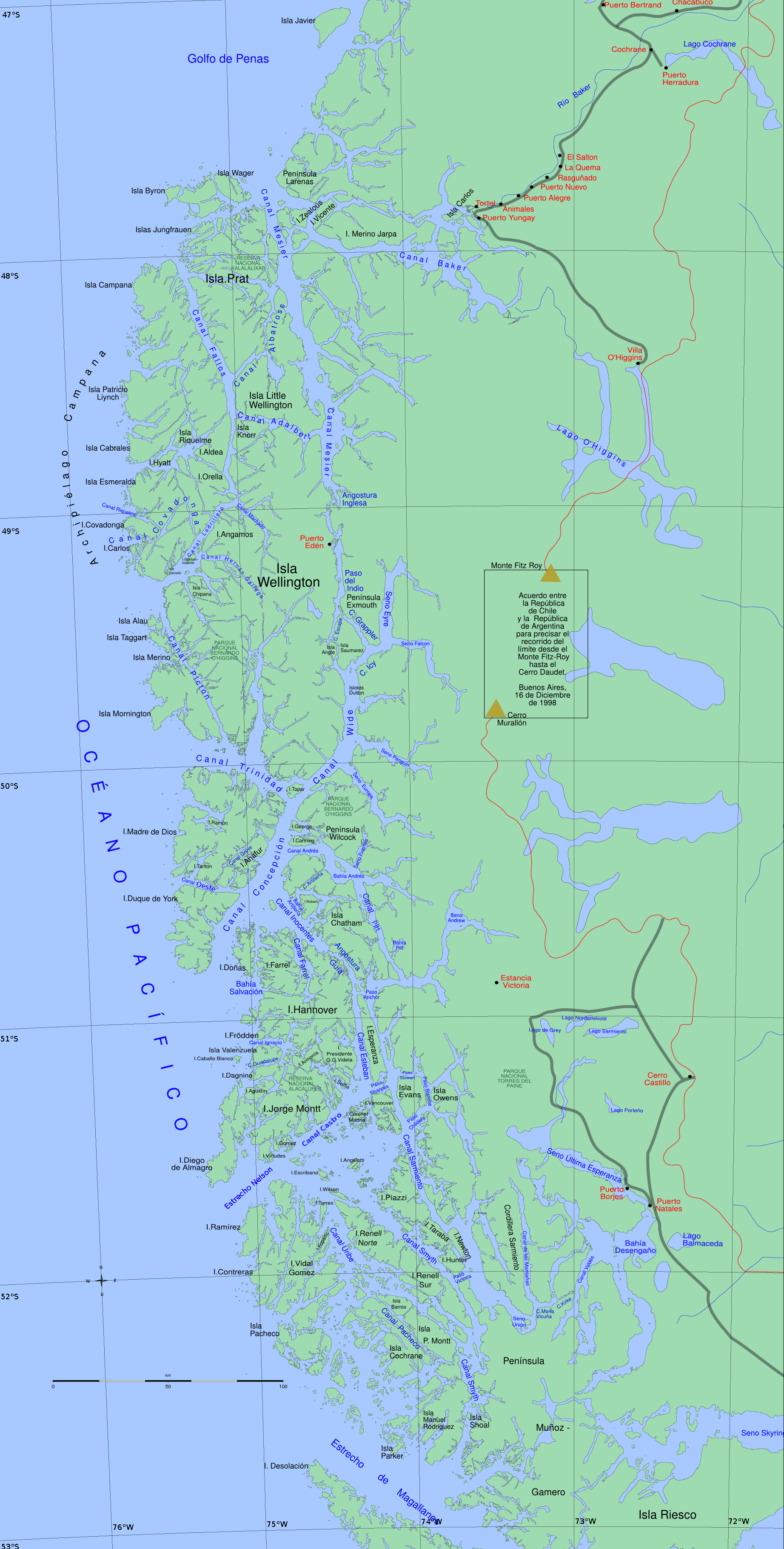
Golfo de Penas - Estrecho de Magallanes

El fiordo Eyre está situado en el océano Pacífico en la región austral de Chile; es un brazo de mar que se 
interna en el continente por aproximadamente 23 nmi. La entrada al fiordo se denomina paso Charteris y se encuentra en el inicio norte del canal Icy.
Administrativamente pertenece a la provincia Última Esperanza de la XII región de Magallanes y de la Antártica Chilena.

## Ubicación
Mapa del fiordo
El fiordo abre a 2 nmi al ESE del morro Escarpado de la isla Saumarez y al sur del promontorio Exmouth. Esta entrada al fiordo se llama paso Charteris. Luego el fiordo penetra en el continente por aproximadamente 23 nmi. Su ancho al comienzo es de 1½ nmi que aumenta hasta 3 nmi. Sus costas son acantiladas y sin peligros.

## Geología y orografía
En el pasado se produjo un hundimiento del territorio provocado por el encuentro, frente a la península de Taitao de tres placas tectónicas: la de Nazca y la Antártica que se mueven hacia el este, y la Sudamericana que se desplaza hacia el oeste. Esta situación ocasionó un notorio hundimiento del borde de la placa Sudamericana bajando los suelos a su nivel actual, lo que se puede comprobar por la fragmentación del territorio y la penetración del mar en los lugares hundidos, surgiendo gran cantidad de islas.
Data de la época terciaria; y es producto de la misma causa geológica que  hizo aparecer primero la cordillera de la Costa y luego la de los Andes. En la edad glacial, tomó su aspecto actual siendo la continuación hacia el sur de la cordillera de la Costa.
Es de origen ígneo por la clase de roca que lo constituye y por su relieve áspero e irregular, característico de las cadenas de erupción.
Son una sucesión de tierras altas y barrancosas con numerosas cumbres y promontorios muy parecidos entre sí. Sus cabos y puntas terminan en forma abrupta. Lo anterior, unido al silencio y soledad del entorno hacen de estas islas y canales una de las regiones más bellas del planeta. 
Las costas son acantiladas y sus canales, en general son limpios y abiertos, donde hay escollos estos están invariablemente marcados por sargazos. En la época de los deshielos suelen encontrarse en los canales Grappler, Icy y Wide témpanos a la deriva provenientes del Campo de Hielo Sur, por lo que debe tenerse cuidado durante su navegación de noche o con cerrazón.
Existen alturas bastante notables que sirven para reconocer la entrada a los diferentes fiordos, canales o bahías. Estas están claramente indicadas en las respectivas cartas y derroteros de la región.

## Climatología
La región es afectada continuamente por vientos del oeste y por el paso frecuente de sistemas frontales. Estos sistemas frontales se generan en la latitud 60° S, zona en la que confluyen masas de aire subtropical y masas de aire polar creando un cinturón de bajas presiones que forma los sistemas frontales.
Esta área tiene un clima que se conoce como “templado frío lluviosos” que se extiende desde la parte sur de la X Región de Los Lagos hasta el estrecho de Magallanes. Aquí se registran las máximas cantidades de precipitaciones, en isla Guarello se han alcanzado hasta 9000 mm anuales.
La nubosidad atmosférica es alta, los días despejados son escasos. La amplitud térmica es reducida, la oscilación anual es de aproximadamente 4 °C con una temperatura media de 9 °C. Precipita durante todo el año siendo más lluvioso hacia el otoño.
Existen solo dos estaciones: verano e invierno. El verano comienza en septiembre y los vientos empiezan a rondar del NW al SW. Los días comienza a ser más largos y en octubre puede haber algunos días despejados. En los meses de diciembre, enero y febrero los vientos ya soplan casi exclusivamente del SW con gran intensidad.
Las lluvias, en esta estación, son frecuentes pero no tan persistentes como en el invierno y se presentan bajo la forma de fuertes y copiosos chubascos. La mejor época del año es la que va de febrero a abril. En mayo se observan bravezas de mar que traen mucha marejada. En mayo caen las primeras nevazones las que continúan durante todo el invierno. Las nevazones a veces son tan espesas que la visibilidad se ve reducida a no más de 100 metros. El viento ha rondado al NW. Los meses de junio y julio se consideran los peores del año. El mal tiempo es el estado normal de la región, el buen tiempo es un accidente transitorio
En la mayoría de los fiordos, esteros y canales las tierras altas hacen cambiar la dirección del viento verdadero. El viento tiende a soplar a lo largo de los canales, siguiendo su dirección y hacia abajo en los valles.
En los puertos y fondeaderos que se encuentran a sotavento de las tierras altas, cuando los chubascos que soplan por lo alto encuentran quebradas o valles, bajan por ellos en forma repentina y violenta, a estos chubascos se les conoce como “williwaws”.
El viento dominante en toda la zona según el mes es: enero del NW – febrero del W – marzo y abril del W – mayo ronda al S – junio cambia al SW – julio y agosto entre el W al SW – septiembre del E y del N – octubre del W – noviembre del W al NW y en diciembre del WNW.

## Flora y fauna
En las laderas y hondonadas de los cerros crece un bosque tupido que se afirma en los intersticios de las rocas, los árboles se entrelazan unos con otros. Normalmente no se desarrollan sobre los 50 metros sobre el nivel del mar, pero donde está resguardado del viento dominante sube hasta los 200 y 300 metros sobre dicho nivel.
Sobre la roca desnuda se observa una formación esponjosa sobre la cual crecen líquenes y musgos desde los cuales surge el agua a la menor presión que se ejerza sobre su superficie. Algunos árboles son el haya, el tepú y el canelo.
El reino animal es muy reducido, se pueden encontrar el zorro y algunos roedores. Hay lobos y nutrias. Entre las aves terrestres y acuáticas podemos encontrar el martín pescador, el tordo, el zorzal, el cisne, el pato, el pingüino, el canquén, la gaviota y el quetro o pato a vapor. Entre los peces se encuentran el róbalo, el pejerrey, el blanquillo y la vieja. Entre los mariscos hay centollas, jaibas, erizos y choros

## Historia
A contar de 1520, con el descubrimiento del estrecho de Magallanes, pocas regiones han sido tan exploradas como la de los canales patagónicos. En las cartas antiguas la región de la Patagonia, entre los paralelos 48° y 50° Sur, aparecía ocupada casi exclusivamente por una gran isla denominada “Campana” separada del continente por el “canal de la nación Calén”, nación que se supuso existió hasta el siglo XVIII entre los paralelos 48° y 49° de latitud sur.
Desde mediados del siglo XX esos canales son recorridos con seguridad por grandes naves de todas las naciones, gracias a los numerosos reconocimientos y trabajos hidrográficos efectuados en esas peligrosas costas.
Por más de 6.000 años estos canales y sus costas han sido recorridas por los kawésqar, indígenas, nómades canoeros. Hay dos hipótesis sobre su llegada a los lugares de poblamiento. Una, que procedían del norte siguiendo la ruta de los canales chilotes y que atravesaron hacia el sur cruzando el istmo de Ofqui. La otra es que procedían desde el sur y que a través de un proceso de colonización y transformación de poblaciones cazadoras terrestres, procedentes de la Patagonia Oriental, poblaron las islas del estrecho de Magallanes y subieron por los canales patagónicos hasta el golfo de Penas. A comienzos del siglo XXI este pueblo había sido prácticamente aniquilado por la acción del hombre blanco.

## Descripción lado este

### Paso Charteris
Mapa del paso
Paso Charteris se llama la entrada al fiordo Eyre. Su dirección es NE por un largo de 4 nmi y con un ancho de 1½ nmi. Comunica el sector NE del canal Icy con el seno Eyre y el seno Falcón.

### Seno Falcón
Mapa del fiordo
Se abre en el continente donde termina el paso Charteris. Su dirección inicial es hacia el este para luego girar en dirección SE. Tiene un largo de 29 nmi terminando en un valle en el que descarga un gran glaciar. Los témpanos que se desprenden del glaciar a veces son peligros para la navegación de los canales Grappler, Icy y Wide.

### Seno Exmouth
Mapa del fiordo
Se interna en el continente 7 nmi al sur del frente del glaciar Pío XI. Tiene un largo de 16 nmi y un ancho que varía entre ½ y 1 nmi. Sus costas son limpias y en su fondo existe un valle en el que desemboca el río Trinidad y se levantan cerros de más de 1.000 metros de alto.

### Glaciar Pío XI
También llamado Brüggen o Ana María. Por su superficie es el mayor de Sudamérica.
Durante el siglo XX los glaciares del Campo de Hielo Sur mostraron un gran retroceso de sus lenguas terminales, excepto el Pío Xi que tuvo  varios ciclos de avance y retroceso. En 2016 se confirmó que el glaciar seguía avanzando aunque con creciente desaceleración.
Se encuentra al término del fiordo. Desprende gran cantidad de témpanos a veces peligrosos para la navegación de los canales Grappler, Icy y Wide.

## Descripción lado oeste

### Promontorio Exmouth
Mapa del promontorio
Es una gran península continental que limita al este con el fiordo Eyre, al suroeste con el canal Grappler y al oeste con el paso del Indio. Su extremidad noroeste se llama punta Halliday y la sureste punta Chill. Tiene un largo de 27 nmi en dirección N-S por 10 nmi a 90° en su mayor ancho. Por el lado del paso del Indio la recorren dos cadenas de montañas. En el sector NW se alza el monte Jervis de 1.391 metros. En su sector sur tiene varios picos de 900 metros de alto cubiertos de nieve permanentemente y en su parte central y sur hay cumbres de 1.676 metros y 1.463 metros de alto.

### Morro Escarpado
Mapa del morro
Se encuentra sobre la costa oriental de la isla Saumarez a 3½ nmi del puerto Micaela. Es un macizo de roca de 600 metros de alto que se eleva desde el mismo mar, es el extremo este de la isla Saumarez. Frente a él se abre el paso Charteris, acceso al fiordo Eyre y al canal Icy.

### Bahía Elizabeth
Mapa de la bahía
Se abre en la costa del promontorio Exmouth a 20 nmi de la boca del fiordo. Tiene dirección NNW y un largo de 3 nmi